# A329(M)
A329(M) är en motorväg i Storbritannien. Motorvägen förbinder Bracknell och Winnersh nära Reading och ansluter även till motorvägen M4.